# Estação La Granja (Metrô de Santiago)
A Estação La Granja é uma das estações do Metrô de Santiago, situada em Santiago, entre a Estação Santa Julia e a Estação Santa Rosa. Faz parte da Linha 4A.
Foi inaugurada em 16 de agosto de 2006. Localiza-se no cruzamento da Rodovia Vespucio Sur com a Avenida Coronel. Atende a comuna de La Granja.